# Traude Bernert
Gertrud Cless-Bernert (née Tauschinski), dite Traude Bernert (née le 27 juin 1915 à Vienne, morte le 20 février 1998 à Wartmannstetten) est une physicienne autrichienne notamment connue pour son rôle dans la découverte de l'astate dans le milieu naturel, en collaboration avec Berta Karlik. 
Après des études de physique à l'université de Vienne, elle soutient en 1939 sa thèse de doctorat "Spectre d'absorption et couleur", puis elle travaille avec Berta Karlik à l'institut viennois des recherches sur le radium. Après la Seconde Guerre Mondiale, elle continue d'y travailler comme chercheuse fonctionnaire. Elle poursuite un post-doctorat en Suède en 1948-1949. En 1959, elle assiste en tant que secrétaire scientifique à la deuxième conférence « Atoms for Peace » à Genève.  
Son travail s'est orienté vers les applications des radionucléides synthétiques en médecine nucléaire.

## Œuvres
- (de) Traude Bernert, Die künstliche Radioaktivität in Biologie und Medizin, 1945 (ISBN 978-3-7091-7723-5)[2]